# František Obrtel

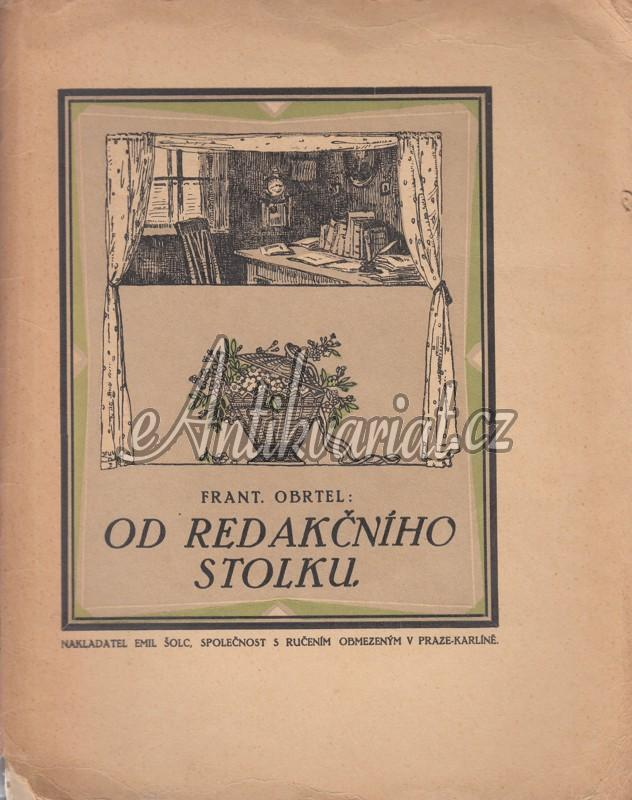
Obrtel František – Od redakčního stolku (nakladatel Emil Šolc Praha-Karlín)

František Obrtel (31. března 1873 Henčlov – 13. února 1962 Praha) byl moravský historik, redaktor, novinář a spisovatel.

## Život
Narodil se do rodiny familianta Františka Obrtela a jeho ženy Aloisie rozené Boudové. Měl šest sourozenců: Karolinu (1867), Anežku (1869), Františku (1871–1885), Karla (1874–1881), Aloise (1877–1878) a Aloise (1880–1885). Obecnou školu navštěvoval v rodišti a v Troubkách, v roce 1883 pokračoval ve studiu na přerovském gymnáziu, kde v červnu 1892 úspěšně maturoval. Následně pokračoval ve studiu v Praze na právnické fakultě Německé univerzity, studium úspěšně absolvoval, avšak právníkem se nikdy nestal. Během pražského studia, ale i ze svého rodného kraje přispíval Obrtel svými postřehy v článcích do novin, zvláště pak do "Selských listů". Jeho prvotina vyšla patrně v roce 1895, jednalo se o článek „Studentstvo z Moravy a Slezska“, který byl podepsán pseudonymem Akademik.
Koncem roku 1896 obdržel lákavou nabídku z redakce olomouckých "Selských listů" na post spolupracovníka, na niž kývl, a tak se z vystudovaného právníka stal později úspěšný žurnalista. Mezitím se František Obrtel v lednu roku 1898 oženil s Helenou Hradilovou, se kterou měl tři syny: Františka, Víta, pozdějšího úspěšného architekta, designéra, a Miloslava (1902–1902). V roce 1902 přispěl několika příspěvky do prvého ročníku časopisu "Selský archiv" a od tohoto roku již rovněž pracoval jako šéfredaktor "Selských listů" a záhy vzrostl počet příspěvků týkajících se poměrů v blízké obci Troubky. S menší přestávkou (kdy založil vlastní list „Snaha“ a odešel v roce 1906 do Prostějova a posléze do Brna, kde působil do roku 1910) zastával tuto pozici až do poloviny roku 1916, načež od září nastoupil v Praze do redakce deníku Venkov, kde působil až do svého odchodu do penze v roce 1933. V letech 1912–1945 byl členem Moravského kola spisovatelů.
Po druhé světové válce se znovu vrátil ve vzpomínkách ke svému rodišti a v časopise Český lid uveřejnil části ze svých pamětí pod názvem „Náš les, kterého již není...“ a „Naše obec po pozemkové úpravě r. 1848“. V roce 1960 pak ještě vyšly drobné vzpomínky s názvem „Naše oktáva“ a „Mívali jsme les“, v roce 1961 pak "Víte, co je večeřálek?" a v následujícím roce ještě „Bečva na Magnové a Mlýništích“. František Obrtel zemřel v Praze dne 13. února 1962.
Vedle nespočetného množství novinových článku byl autorem několika knih. Jednu skupinu tvořily soubory novinových článků, druhou pak odborněji zaměřené knihy na téma zemědělského družstevnictví. Největší úspěch mu však přinesla kniha „Moravští sedláci v letech 1848–1904“, první vydání vyšlo v roce 1914 a to druhé pak roku 1919. Posmrtně ještě vyšla v roce 1970 část jeho vzpomínek s názvem „Na gymnasiu v Přerově“.
V Praze XII bydlel na adrese Slezská 64.

## Dílo

### Spisy
- Od redakčního stolku – kreslila Zdenka Vorlova Vlčková. Praha: Emil Šolc, 1912
- Moravští sedláci v letech 1848–1904: příspěvek k politickým dějinám moravského venkova – Přerov: vlastním nákladem, 1914
- Pojďte s námi: hrst kulturních črt – Praha: Alois Neubert, 1919
- Spisy Kampelíkovy: I. sv. – 1922[4]
- Po stopách novin na našem venkově od dob probuzení: historický přehled – Praha: Republikánská strana československého venkova (RSČSV), 1922
- U nás doma – ilustroval Jaroslav Skrbek. Praha: v. n., 1925
- Z dílen družstevní svépomoci – Praha: v. n., 1926
- Zemědělské družstevnictví v Československu = Coopération agricole en Tchécoslovaquie = Landwirtschaftliche Genossenschftswesen in der Tschechoslowakei – Praha: v. n., 1928
- U nás doma II – 1930[4]
- Dražice – 1931[4]

### Jiné
- Moravsko-slezský cep: rodinný kalendář venkovského lidu na Moravě a ve Slezsku na rok 1914. Roč. IV – redigoval. Olomouc: Selské listy, 1914
- Rodinný kalendář Ústředního sdružení českých zemědělců a RSČSV na rok 1922 – redigoval. Praha: Českomoravské podniky tiskařské a vydavatelské (ČMPTV), 1921
- Rodinný kalendář Ústředního sdružení českých zemědělců a RSČSV na rok 1923 – redigoval. Praha: ČMPTV, 1922
- Rodinný kalendář Ústředního sdružení českých zemědělců a RSČSV na rok 1925 – redigoval. Praha: ČMPTV, 1924